# Scina lepisma
Scina lepisma är en kräftdjursart som först beskrevs av Chun 1889.  Scina lepisma ingår i släktet Scina och familjen Scinidae. Inga underarter finns listade i Catalogue of Life.